# 乔恩·希克斯
乔恩·希克斯（英語：Jon Hicks，1972年10月28日—），生於英格兰沃里克郡皇家利明頓溫泉，是一名英格蘭平面设计师，拥有自己的设计工作室Hicksdesign。他以设计Firefox标识而闻名，除此之外还有很多设计项目的作品。

## 早年
希克斯16岁时离开学校， 2年後获得科技插图专业英国国家教育文凭（BTEC ND），又过3年获得野生动物插图专业英国国家高等教育文凭（BTEC HND），後来他在考文垂市议会当设计师，2002年成为自由職業者，并建立Hicksdesign工作室。Hicksdesign在2007年成为合伙企业，并在2008年成为有限公司。

## 互联网工作
希克斯以设计出Firefox和Thunderbird标识而闻名，同时还设计出Miro、Mahalo.com、MailChimp以及Camino网站CaminoBrowser.org （页面存档备份，存于）的标识。他还制作出CSS盒模型的一个很受欢迎的图表以及一个广为流传的技巧来对抗“IE whitespace bug”。
2008年9月，他宣布他将以高级设计师的身份为Opera軟體公司工作，改进Opera浏览器Macintosh版本的界面。
2010年2月，他在博客中发表文章称，在一个长期项目的工作完成後，他迫切渴望追求一些不同的东西，因此他不再为Opera全职工作，再次成为自由职业者。
2015年6月，Opera軟體公司宣布他將再度加入Opera，擔任桌面團隊的首席設計師。

## 个人生活
他已婚，居住於牛津郡。

## Rissington Podcast
2007年9月至2009年2月，希克斯与约翰·奥克斯顿（John Oxton）一起在英國皇家空軍军事基地旧址，也就是Hicksdesign工作室的所在地合作开办了播客The Rissington Podcast。播客的主题是网页设计（主要是回答听众的问题）、技术以及奶酪。

## 外部連結
- 個人網站 （页面存档备份，存于）
- 乔恩·希克斯的X（前Twitter）